# Uuno Pietilä
Uuno Pietilä (1. srpna 1905 – 10. prosince 1984) byl finský rychlobruslař.
Na finských šampionátech startoval od roku 1923, na mezinárodní scéně debutoval v roce 1924, kdy zároveň získal stříbrnou medaili na Mistrovství světa. O rok později se mu na světovém šampionátu podařilo cenný kov obhájit. Z Mistrovství Evropy 1926 si přivezl bronzovou medaili. V letech 1928–1930 nezávodil, sportovní kariéru definitivně ukončil roku 1932.